# Rękaw (ubiór)
Rękaw – element odzieży przeznaczony do okrycia odcinka ludzkiej kończyny górnej (ramienia) od barku zazwyczaj do nadgarstka. Występuje w większości górnych części ubioru takich jak koszula, bluza, marynarka, a także w płaszczach i in.
Niektóre z tych części odzienia mogą występować także w wariancie z tak zwanym "krótkim rękawem", sięgającym od barku tylko łokcia lub do połowy ramienia, nie obejmującym wcale przedramienia (tak jak np. w tzw. T-shirtach). Długi rękaw zazwyczaj kończy się przy nadgarstku mankietem. W przypadku ubrań wykonanych z dzianiny
ma on formę ściągacza.